# Os bru de Sitka
L'os bru de Sitka o os de les illes ABC (Ursus arctos sitkensis) és una subespècie o població d'os bru que resideix al sud-est d'Alaska i es troba exclusivament a les illes Admiralty, Baranof i Chichagof d'Alaska, col·loquialment conegudes com les illes ABC i que formen part de l'arxipèlag Alexander. Aquesta població d'os bru té una estructura genètica única, que els relaciona no només amb els ossos bruns, sinó també amb els ossos polars. El seu hàbitat es troba dins del Bosc Nacional de Tongass, on predomina el bosc temperat humid.

## Estatus poblacional
S'estima que només a l'illa Admiralty viuen més de 1.500 exemplars, la densitat més alta d'Amèrica del Nord i una de les més elevades del planeta. De fet el nom d'aquesta illa, en la llengua dels tlinglit, significa 'fortalesa d'ossos'. A les altres dues illes, la Unió Internacional per a la Conservació de la Natura (UICN) estima la presència d'ún 2.600 ossos bruns. L'estat de conservació d'aquestes poblacions concretes és considerat de Risc Mínim (Least Concern).

## Morfologia
Els ossos de les illes ABC tenen l'aspecte de l'os bru típic de la península d'Alaska, que inclou pell del color de xocolata amb llet (tot i que pot variar del ros al negre), gepa prominent a l'esquena i una gran mida. Aquests ossos també presenten un rostre lleugerament desgastat i unes llargues urpes davanteres. Els mascles adults pesen de mitjana entre 195-390kg i les femelles adultes entre 95-205 kg. L'alçada dels adults varia de mitjana entre 90 i 110 cm a la creu.

## Habitat
Com que aquests ossos resideixen al Bosc Nacional de Tongass, depenen d'espècies que es troben en l'ecosistema de bosc temperat humid del Pacífic. Dues de les espècies d'arbres habituals del seu habitat són l'avet Sitka (Picea sitchensis) i la Tsuga del Pacífic (Tsuga heterophylla)

## Dieta
Els ossos de les illes ABC depenen d'una dieta de flora i fauna diversa que és endèmica de la regió. Per a la flora, això inclou herbes, bulbs, baies com els salmonberries i els nabius; i bolets. Per a la fauna, això inclou animals com talpons, ratolins, esquirols i el salmó.

## Comportament
Els ossos bruns de Sitka solen ser criatures solitàries, excepte en zones amb abundants fonts d'aliment. Les zones amb una gran quantitat de productes bàsics de la seva dieta poden atraure grups nombrosos d'ossos. Els exemplars sub-adults assoleixen la maduresa sexual de mitjana a l'edat de quatre a set anys, i l'aparellament es produirà entre maig i juliol. La hibernació es produeix entre els mesos d'octubre i abril, o fins al juny a tot tardar. Les femelles ambarassades donen a llum dos o tres cadells de mitjana al cau al gener o al febrer. Els ossalls romanen amb la mare fins als tres anys, com a màxim, temps durant el qual aquesta no torna a quedar-se embarassada.

## Relació amb els ossos polars
Aquest os bru conserva tots els atributs físics i de comportament associats a l'os bru, tot i que porten ADN mitocondrial que mostra una coincidència més propera als ossos polars que als ossos bruns. Aquesta és una constatació a la que s'ha arribat arran d'un seguit d'estudis:

### Estudis

#### 1982-1996
Es realitza un estudi sobre la filogeografia de les subespècies d'ossos bruns que hi ha a Alaska. L'estudi demostra que no hi ha un flux recent de gens de l'illa Admiralty cap a cap altra illa ni cap a terra ferma. La investigació va començar el 1982, quan es van equipar ossos d'aquesta illa amb collarets per al seu seguiment. Es va poder demostrar que aquests ossos no van abandonar l'illa durant el temps que durà l'estudi. Es creu que això està relacionat amb els forts corrents marins existents al voltant de l'illa que impedeixen que els ossos nedin a masses terrestres properes. L'estudi també apunta la possibilitat que els ossos arribessin a l'illa cercant refugi durant l'últim màxim glacial (en anglès, Last Glacial Màximum - LGM), quan el gel cobria gran part de la costa del Pacífic. Es creu que certes poblacions d'ossos bruns només existien a les illes ABC.

#### 2011
Es realitza un estudi sobre la hibridació matrilineal de l'os polar en relació amb el llinatge irlandès. L'estudi utilitza la població de les illes ABC per donar suport a les seves hipòtesis. Les comparacions demostren que a Irlanda i a les illes ABC hi havia ossos polars durant el LGM, però probablement a Irlanda no hi havia un hàbitat adequat. Les dades isotòpiques dels ossos mostren que els ossos irlandesos tenien una dieta terrestre més similar a la dels ossos bruns del Plistocè tardà d'Alaska, que no a la dieta marina dels ossos polars. Així es demostra que els ossos irlandesos tenen ascendència comuna amb els ossos polars i els ossos de les illes ABC.

#### 2012
Un estudi internacional liderat per la Penn State University i la Universitat de Buffalo estima que els ossos polars es van separar dels ossos bruns fa entre 4 i 5 milions d'anys. Això hauria estat degut als canvis climàtics, que incloïen els períodes glacials. També s'han documentat híbrids a les illes del mar de Beaufort, a l'Àrtic del Canadà Es tracta d'una zona on la distribució dels ossos polars se superposa a la dels ossos bruns. Les dades es van recopilar utilitzant tot el genoma de tres ossos bruns i un os negre en comparació amb un os polar modern i un altre amb una antiguitat estimada de 120.000 anys. Les dades mostren que els ossos bruns i els ossos polars estaven aïllats al mateix temps en què els ossos negres es convertien en una espècie diferenciada. Els ossos bruns i els ossos polars van continuar aïllats durant un llarg període, suposadament a causa de la presència del gel, abans que els canvis recents permetessin que els ossos polars i els ossos bruns es creuessin de nou. S'estima que els ossos polars i els ossos bruns van començar a encreuar-se de nou fa uns 160.000 anys. L'estudi demostra que les estimacions anteriors que apuntaven que els ossos polars existeixen des de fa només 600.000 anys són incorrectes i que, de fet, això hauria succeït molt abans, fa quatre o cinc milions d'anys. Aquesta anàlisi, en particular, va descobrir més semblances genètiques entre els ossos polars i els ossos bruns de les illes ABC. Això indica que l'estudi dels ossos de les illes ABC també és important per entendre l'evolució de l'os polar.

#### 2013
Les investigacions de Beth Shapiro, professora associada de la Universitat de Califòrnia, a Santa Cruz, mostren que al voltant del 6,5% dels cromosomes X dels ossos de les illes ABC provenen d'ossos polars, en contrast amb l'1% dels genomes dels ossos de les illes ABC que contenen ADN d'os polar. L'estudi es va dur a terme amb set ossos polars, dos ossos bruns i un os negre per recollir al·lels ancestrals. Basant-se en la simulació de diversos escenaris, l'equip d'investigació va concloure que els ossos de les illes ABC descendeixen d'ossos polars que es van convertir gradualment en ossos bruns mitjançant la hibridació d'ossos bruns mascles que es dispersaven de la terra continental cap a les illes d'Alaska. Es creu que l'ADN actual provinent d'os polar es deu a un contingent d'ossos polars que va quedar varat al sud-est d'Alaska al final de l'última era glacial, a causa de la regressió del gel. La hibridació es produiria amb l'entrada progressiva d'ossos bruns mascles, que amb el desgel també estarien expandint-se cap a noves terres. Haurien arribat nedant fins a les illes i acabarien aparellant-se amb les osses polars. L'estudi demostra que els episodis de flux de gens entre ossos polars i ossos bruns només es van produir en poblacions aïllades, sense afectar el conjunt de la població d'ossos polars, en comparació amb la hipòtesi prèvia de la hibridació anterior que especulava sobre la incorporació de gens d'ossos bruns en la genètica de tots els ossos polars.
Estudis previs han demostrat que els ossos bruns de les illes ABC són els descendents d'ossos polars femelles i ossos bruns mascles. Els investigadors d'aquest estudi presenten un model que els deriva d'una població d'ossos polars que va quedar varada després del darrer període glacial, quan els ossos bruns van migrar a l'illa i es van creuar, restant el fenotip i el genotip d'aquests ossos principalment com a os bru. L'equip de recerca planteja la hipòtesi que aquest pot ser un resultat comú a causa del canvi climàtic o quan una espècie aïllada és envaïda per una espècie externa capaç de formar híbrids. Els resultats finals mostren que els ossos polars no tenen evidència d'ascendència d'os bru en els seus gens, mentre que els ossos de les illes ABC mostren una ascendència clara de gens d'os polar. Les restes fòssils del LGM assenyalen que no hi havia un hàbitat adequat per a l'ocupació d'ossos bruns durant aquest temps, inclosa la zona en la qual habiten actualment. Tanmateix, els fòssils d'aquesta zona mostren una concentració de mamífers marins, especialment foques anellades, que són un aliment bàsic de la dieta dels ossos polars.

## Amenaces
El conflicte amb els éssers humans és un element bàsic pertorbador de la demografia de l'espècie. El conflicte pot incloure ossos que entren en nuclis habitats o que amenacen caçadors a les illes. Altres possibles pertorbacions inclouen el canvi climàtic. Com demostra aquesta subespècie d'os bru, el canvi climàtic pot tenir un efecte en l'espècie en general.